# رايس (المحويت)

تعديل مصدري - تعديل

رايس هي إحدى قرى عزلة الأحجول بمديرية المحويت التابعة لمحافظة المحويت، بلغ تعداد سكانها 566 نسمة حسب تعداد اليمن لعام 2004.